# Länsväg 106
Länsväg 106 går mellan Teckomatorp, Svalöv, Axelvold och Kågeröd, i Svalövs kommun i Skåne län. Vägen är 15 km lång.
Den ansluter till:
- Riksväg 17
- Länsväg 109

## Historia
Vägen fick nummer 106 år 1985, och hade inget nummer innan dess. Däremot användes på 1960-talet numret 106 på vägen Lund–Kävlinge–Landskrona–Helsingborg.